# Stamnodes eludens
Stamnodes eludens là một loài bướm đêm trong họ Geometridae.